# Boeing ScanEagle
Il Boeing ScanEagle è un piccolo drone ad alta autonomia prodotto dall'omonima compagnia e utilizzato da varie aviazioni militari per la ricognizione, ma anche per uso commerciale civile.

## Sviluppo

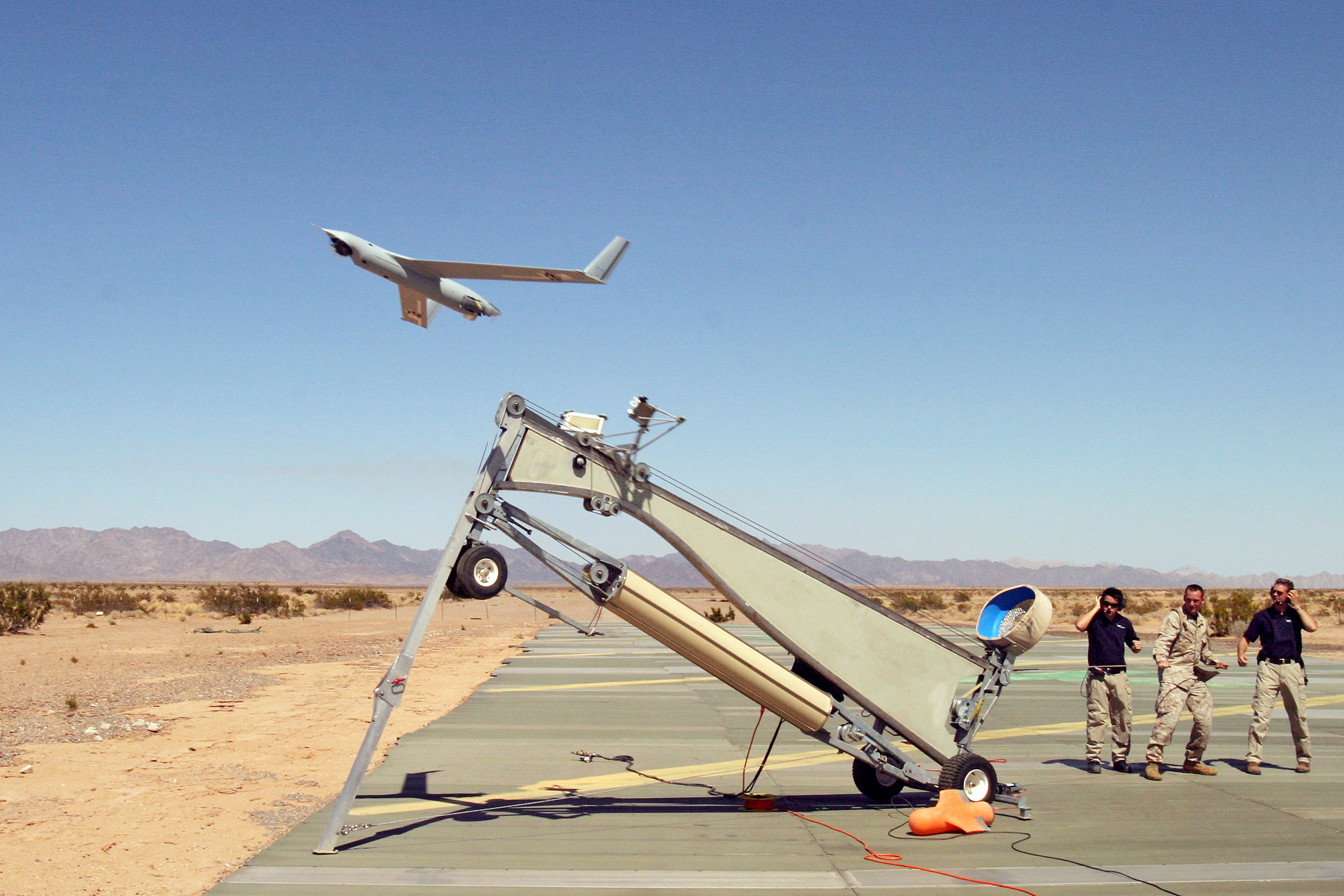
ScanEagle (modello base) lanciato dalla catapulta

Lo ScanEagle ha origine dal progetto SeaScan, per opera dell'azienda Insitu Inc. e finalizzato a compiere opere di studio meteorologico, oltre che zoologico seguendo gli spostamenti dei pesci. Le caratteristiche richieste per tali scopi (dimensioni ridotte, autonomia di 20 ore, capacità di volo in ambienti marini, sistemi di decollo e atterraggio più pratici) hanno attirato l'attenzione anche per operazioni militari. Questo ha portato nel 2004 a una partnership con la Boeing (che più tardi ha acquisito nel 2008 la Insitu), entrando subito nel mercato con un primo contratto per la United States Marine Corps, durante la guerra in Iraq.
Ma lo ScanEagle non è solo un drone, bensì una vera e propria famiglia di droni. Al modello originale si aggiunge una versione "NightEagle" per missioni notturne. Dal gennaio 2013 la Insitu collabora con la Orbital Corporation, realizzando nel settembre 2014 un nuovo propulsore per lo ScanEagle 2. Questa versione è stata introdotta nell'ottobre 2014 ed è caratterizzata da peso e lunghezza maggiori, ma autonomia ridotta. Nel maggio 2018, infine, è stato presentato lo ScanEagle 3 alla Association for Unmanned Vehicle Systems International (AUVSI) Xponential.

## Caratteristiche

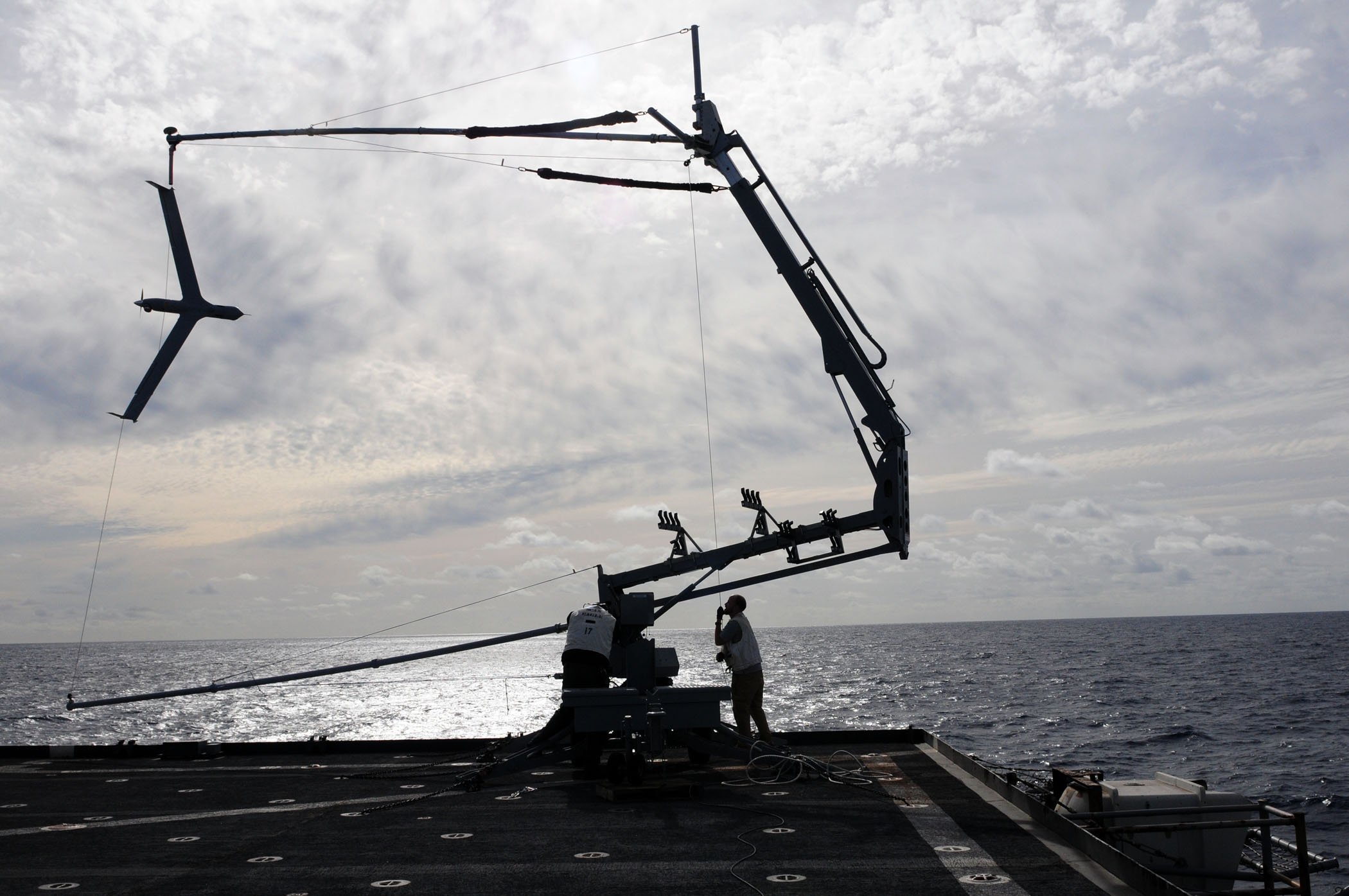
Lo ScanEagle recuperato con lo skyhook

Questi aeromobili a pilotaggio remoto sono caratterizzati da decollo su catapulta e atterraggio senza ruote, ma con aggancio su "skyhook", permettendo di operare anche a bordo di navi. Le prestazioni includono una lunga autonomia (+24 ore), superiore anche a diversi droni di classe MALE (Medium Altitude Long Endurance), benché il suo limite di peso del carico utile sia significativamente più piccolo. Il modello base presenta un'apertura alare di 3,11 m, con due stabilizzatori alle estremità, una lunghezza di 1,55 m e peso massimo al decollo di 22 kg, con un carico permesso di 3,4 kg. Le prestazioni includono una tangenza di 5 950 m, un'autonomia di oltre 24 ore, una velocità massima di 148,3 km/h e una velocità di crociera di 111,2 km/h, per mezzo di un motore a elica spingente della potenza di 1,5 hp.

### NightEagle
Nell'arco di 2-3 ore il drone si può convertire nella versione "NightEagle", specializzata per compiere missioni di sorveglianza, intelligence e ricognizione notturna. È equipaggiato con un sistema MWIR (Medium Wave InfraRed) di telecamere a infrarossi che ha riscosso successo, permettendo di operare anche in condizioni di nebbia, polvere o pioggia, oltre a fornire uno zoom più continuo e un più ampio campo visivo. Rispetto al modello base ha una lunghezza di 1,64 m, stessa apertura alare e un'autonomia di oltre le 18 ore, mentre nella conformazione differisce per un muso a bulbo e un terzo stabilizzatore verticale posto sulla fusoliera.

### ScanEagle Compressed Carriage
Un'altra versione è data dallo ScanEagle "Compressed Carriage" (SECC), dotato di ali pieghevoli in modo da essere lanciato da un aereo, venendo sganciato, per poi aprirsi. Ha fatto il suo primo volo il 12 maggio 2010.

### ScanEagle 2
Nell'ottobre 2014 è stato introdotto il modello ScanEagle 2, la cui differenza più evidente è il muso a bulbo preso dal NighEagle, permettendo di combinare sensori diurni e notturni con un marcatore laser. L'apertura alare resta di 3,11 m, ma la lunghezza viene portata a 1,71 m, il carico utile a 3,5 kg e il peso massimo al decollo a 23,5 kg. Con queste modifiche la velocità resta invariata, mentre l'autonomia si riduce da 24 a 16 ore. Lo ScanEagle 2 è alimentato da un motore a combustibile pesante (JP-5 o JP-8) della Orbital Corporation. Si tratta del primo sistema alternativo di propulsione a combustione interna progettato appositamente per APR più piccoli e consente di aumentare l'affidabilità e ridurre i costi del ciclo di vita. Questo sistema di propulsione include anche un nuovo sistema di controllo, che offre monitoraggio in tempo reale di tutti i sistemi vitali, sensori e attuatori. A ciò si aggiunge un sistema di iniezione diretta di carburante FlexDITM brevettata dalla Orbital, che conferisce prestazioni ottimali al motore. Rispetto alla prima versione presenta una potenza incrementata da 60 W a 100 W o 150 W, a seconda del tipo di motore.

### ScanEagle 3
Lo ScanEagle 3 è stato introdotto nel maggio 2018 e si distingue perché combina le capacità dei due droni ScanEagle e Integrator (chiamato anche Blackjack) della Insitu. È progettato per svolgere molteplici missioni commerciali, che vanno dalla gestione di catastrofi naturali, ricerca di risorse minerarie o petrolifere, fino alle ricerche oceanografiche, offrendo prestazioni e capacità di carico migliorate. Nella conformazione è un incrocio tra i due UAV, avendo muso e fusoliera come lo ScanEagle e la configurazione a doppia coda dell'impennaggio presa dall'integrator. Lo ScanEagle 3 ha una lunghezza compresa tra 2,3 m e 2,5 m, un'apertura alare estesa a 4 m e un peso massimo al decollo di 36,3 kg. Il drone offre una capacità di carico di 9,1 kg e una facile integrazione per merito della struttura modulare. Il carico comprende una torretta elettro-ottica (EO), dotata di una telecamera e un telescopio EO, oltre a una telecamera MWIR e due sensori ottici. Come nello ScanEagle 2 anche questa versione è mossa da un motore JP-5 o JP-8 e il sistema di alimentazione ha una potenza aumentata a 170 W. Le prestazioni includono una velocità massima di 148 km/h, velocità di crociera compresa tra 74 e 93 km/h, tangenza di 6 096 m e un'autonomia fino a 18 ore.

### Yasir

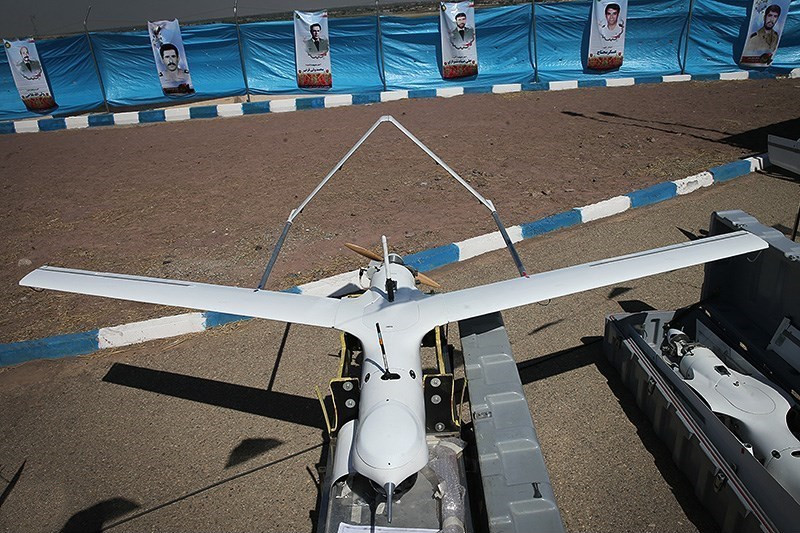
IAIO Yasir

Lo Yasir è un modello prodotto senza licenza in Iran, basato sul velivolo della Boeing. Viene prodotto dalla Iran Aviation Industries Organization (IAIO) in seguito alla cattura di uno ScanEagle entrato negli spazi aerei iraniani nel dicembre 2012. Le prestazioni includono una velocità massima di 145 km/h, velocità di crociera di 113 km/h, tangenza di 4 575 m e una capacità di percorrere fino a 450 km.

## Utilizzatori

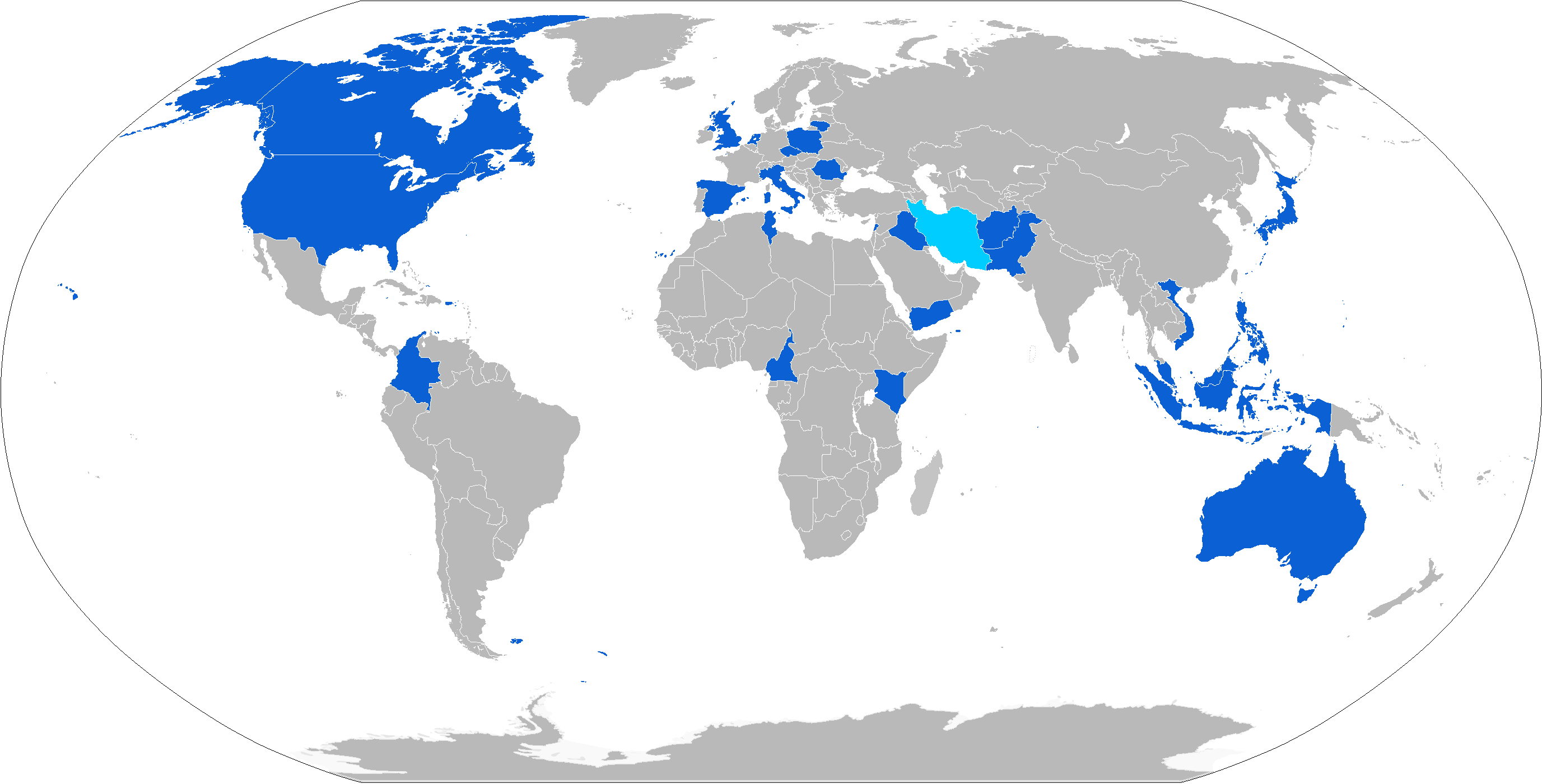
Mappa raffigurante in blu i paesi utilizzatori e in celeste i paesi che ne utilizzano versioni prodotte senza licenza

Grazie a una combinazione di versatilità, lunga autonomia e dimensioni ridotte ha riscosso molto successo nel mercato globale e senza compromettere radicalmente il mercato di APR convenzionali.
 Afghanistan
- Esercito nazionale dell'Afghanistan

 Australia
- Royal Australian Navy

 Camerun
- Esercito Camerunense

 Canada
- Canadian Army

 Colombia
- Fuerza Aérea Colombiana
- Armada de la República de Colombia

 Filippine
- Sandatahang Lakas ng Pilipinas

 Giappone
- Rikujō Jieitai

 Indonesia
- Tentara Nasional Indonesia Angkatan Laut

 Iran
- Forze armate dell'Iran – lo Yasir prodotto senza licenza

 Iraq
- Forze armate irachene

 Italia
- Marina Militare Italiana - acquistati nel 2013 2 sistemi, ciascuno comprendente 4 velivoli, stazione di controllo a terra e relative attrezzature.[11]

 Kenya
- Kenya Army

5 ScanEagle acquisiti nel settembre 2015.
 Libano
- Al-Quwwat al-Jawwiyya al-Lubnaniyya

 Lituania
- Lietuvos ginkluotosios pajėgos

 Malaysia
- Tentera Laut Diraja Malaysia

12 ScanEagle consegnati a partire da maggio 2020 e tutti in servizio al marzo 2021.
 Paesi Bassi
- Koninklijke Landmacht

 Pakistan
- Pak Bahr'ya

 Polonia
- Wojska Lądowe

 Rep. Ceca
- Armáda České republiky

 Singapore
- Marina militare di Singapore

 Spagna
- Armada Española

 Regno Unito
- Royal Navy

 Stati Uniti
- United States Air Force
- United States Marine Corps
- United States Navy
- United States Coast Guard
- National Oceanic and Atmospheric Administration

 Tunisia
- Forze armate della Tunisia

 Vietnam
- Hải quân nhân dân Việt Nam

6 ScanEagle consegnati nel 2019.
 Yemen
- Al-Quwwat al-Jawwiyya al-Yamaniyya

## Note

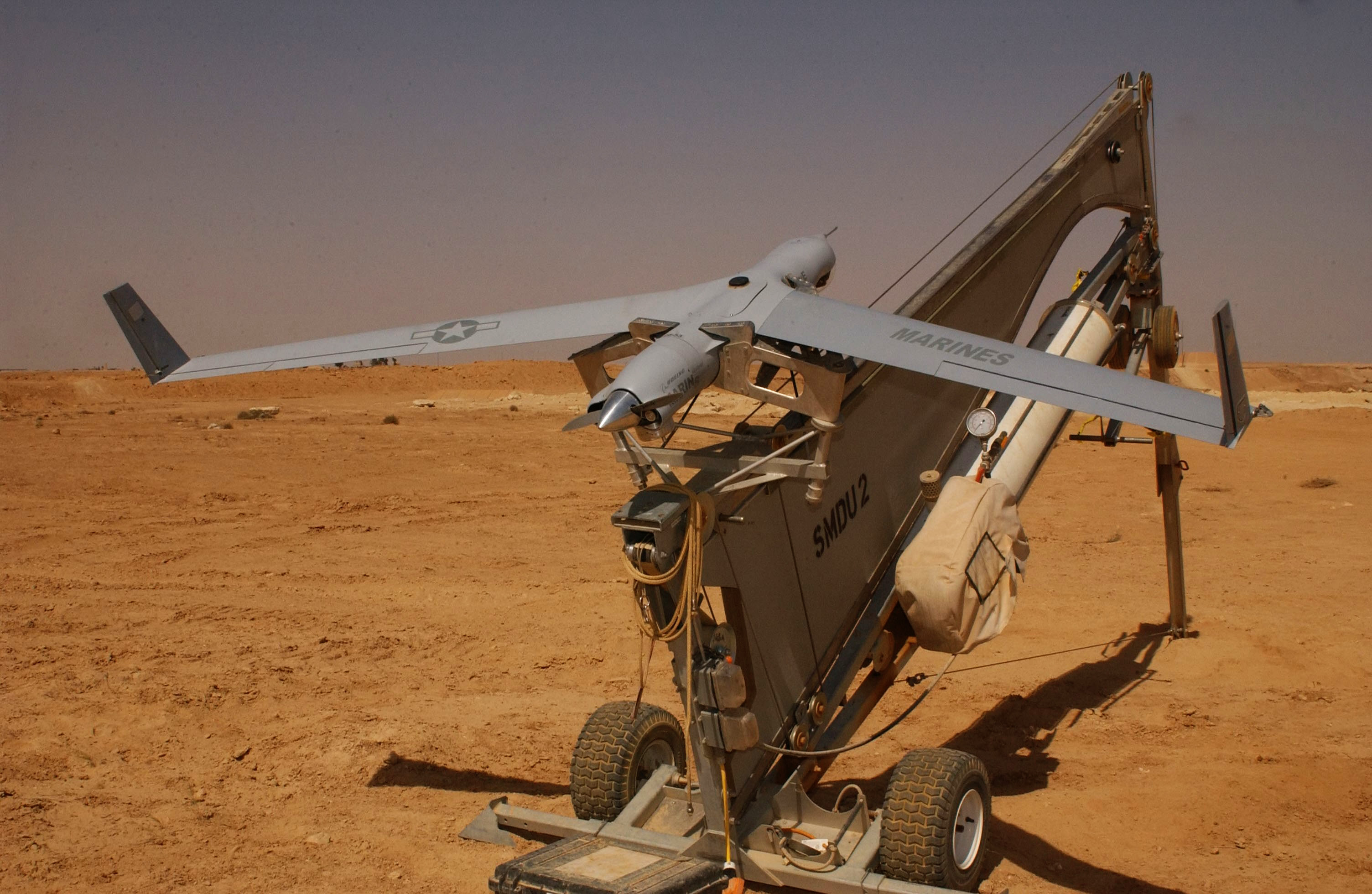
ScanEagle su catapulta